# Seks hjerter
Seks hjerter er den første EP af den danske popsanger og sangskriver Rasmus Thude, der udkom den 16. november 2012 på Sony Music.

## Spor
| #  | Titel                                    | Tekst                                 | Musik                             | Producer(e)              | Længde |
| -- | ---------------------------------------- | ------------------------------------- | --------------------------------- | ------------------------ | ------ |
| 1. | "Fest med de bedst'" (featuring Niklas)  | Rasmus Thude, Niklas                  | Thude, Niklas, Michael Pærremand  | Michael Pærremand        |        |
| 2. | "Gider dig ikke mer'"                    | Thude                                 | Thude, Henri Lanz, Jonas Olsson   | Henri Lanz, Jonas Olsson |        |
| 3. | "Perfekt i et øjeblik" (featuring Young) | Thude, Yonnas Debessai                | Thude, Thor Nørgaard, Mads Møller | Pitchshifters            |        |
| 4. | "Elsk mig igen"                          | Thude, Sarah West                     | Thude, Lanz                       | Henri Lanz               |        |
| 5. | "Hop ind"                                | Thude                                 | Thude, Birk Storm                 | Birk Storm               |        |
| 6. | "Vinger"                                 | Thude, Andy Love, Marcus Winther-John | Frederik Thaae, Love              | Frederik Thaae           |        |